# Erwin Carrillo
Erwin Albeiro Carrillo Fragozo, más conocido como "El Alpinito Carrillo" (Santa Marta, Magdalena, 25 de octubre de 1983), es un exfutbolista colombiano. 

## Récords en el FPC
Erwin, ostenta el récord de haber anotado el gol desde una distancia más lejana en el FPC cuando jugaba para el Unión Magdalena en el torneo finalización 2005, le anotó al arquero Juan Pablo Ramírez del Deportivo Cali.
Además en la actualidad es el goleador histórico de la segunda división de Colombia con un total de 128 goles.

## Selección nacional
Con la Selección de Colombia jugó la Copa Mundial de Fútbol Juvenil de 2003, en la cual quedaron en tercer lugar. Carrillo marcó el gol de oro con el que Colombia superó a Irlanda 3-2 en octavos de final.

### Participaciones en la Copa del Mundo
| Mundial                     | Sede                   | Resultado    | Partidos | Goles |
| --------------------------- | ---------------------- | ------------ | -------- | ----- |
| Copa Mundial Sub-20 de 2003 | Emiratos Árabes Unidos | Tercer lugar | 6        | 2     |

## Clubes
| Club                   | País     | Año         |
| ---------------------- | -------- | ----------- |
| Deportivo Cali         | Colombia | 2004 - 2005 |
| Unión Magdalena        | Colombia | 2005        |
| Once Caldas            | Colombia | 2006        |
| Junior de Barranquilla | Colombia | 2007        |
| Unión Magdalena        | Colombia | 2007 - 2008 |
| Patriotas Boyacá       | Colombia | 2009 - 2010 |
| Atlético Huila         | Colombia | 2011        |
| FBC Melgar             | Perú     | 2011        |
| Unión Magdalena        | Colombia | 2012 - 2014 |
| Kelantan FA            | Malasia  | 2015        |
| Real Cartagena         | Colombia | 2016        |
| Cúcuta Deportivo       | Colombia | 2017        |
| Unión Magdalena        | Colombia | 2018        |
| Liga de Loja           | Ecuador  | 2019        |

## Estadísticas
| Club                        | Div.                | Temporada           | Liga | Liga  | Copa Nacional | Copa Nacional | Copa Internacional | Copa Internacional | Total | Total |
| Club                        | Div.                | Temporada           | PJ   | Goles | PJ            | Goles         | PJ                 | Goles              | PJ    | Goles |
| --------------------------- | ------------------- | ------------------- | ---- | ----- | ------------- | ------------- | ------------------ | ------------------ | ----- | ----- |
| Deportivo Cali · Colombia   | 1.ª                 | 2004-05             | 32   | 3     | Inexistentes  | Inexistentes  | Inexistentes       | Inexistentes       | 32    | 3     |
| Deportivo Cali · Colombia   | Total               | Total               | 32   | 3     | 0             | 0             | 0                  | 0                  | 32    | 3     |
| Unión Magdalena · Colombia  | 1.ª                 | 2005                | 9    | 2     | Inexistentes  | Inexistentes  | Inexistentes       | Inexistentes       | 9     | 2     |
| Unión Magdalena · Colombia  | 2.ª                 | 2007-08             | 30   | 16    | Inexistentes  | Inexistentes  | Inexistentes       | Inexistentes       | 30    | 16    |
| Unión Magdalena · Colombia  | 2.ª                 | 2012                | 35   | 11    | 1             | 0             | Inexistentes       | Inexistentes       | 36    | 11    |
| Unión Magdalena · Colombia  | 2.ª                 | 2013                | 32   | 9     | 5             | 3             | Inexistentes       | Inexistentes       | 37    | 12    |
| Unión Magdalena · Colombia  | 2.ª                 | 2014                | 39   | 29    | 3             | 1             | Inexistentes       | Inexistentes       | 42    | 30    |
| Unión Magdalena · Colombia  | 2.ª                 | 2018                | 14   | 2     | Inexistentes  | Inexistentes  | Inexistentes       | Inexistentes       | 14    | 2     |
| Unión Magdalena · Colombia  | Total               | Total               | 159  | 69    | 9             | 4             | 0                  | 0                  | 168   | 73    |
| Once Caldas · Colombia      | 1.ª                 | 2006                | 21   | 6     | Inexistentes  | Inexistentes  | Inexistentes       | Inexistentes       | 21    | 6     |
| Once Caldas · Colombia      | Total               | Total               | 21   | 6     | 0             | 0             | 0                  | 0                  | 21    | 6     |
| Junior · Colombia           | 1.ª                 | 2007                | 4    | 0     | Inexistentes  | Inexistentes  | Inexistentes       | Inexistentes       | 4     | 0     |
| Junior · Colombia           | Total               | Total               | 4    | 0     | 0             | 0             | 0                  | 0                  | 4     | 0     |
| Patriotas Boyacá · Colombia | 2.ª                 | 2009                | 40   | 20    | Inexistentes  | Inexistentes  | Inexistentes       | Inexistentes       | 40    | 20    |
| Patriotas Boyacá · Colombia | 2.ª                 | 2010                | 21   | 15    | Inexistentes  | Inexistentes  | Inexistentes       | Inexistentes       | 21    | 15    |
| Patriotas Boyacá · Colombia | Total               | Total               | 61   | 35    | 0             | 0             | 0                  | 0                  | 61    | 35    |
| FBC Melgar · Perú           | 1.ª                 | 2011                | 10   | 3     | Inexistentes  | Inexistentes  | Inexistentes       | Inexistentes       | 10    | 3     |
| FBC Melgar · Perú           | Total               | Total               | 10   | 3     | 0             | 0             | 0                  | 0                  | 10    | 3     |
| Atlético Huila · Colombia   | 1.ª                 | 2011                | 12   | 2     | 9             | 1             | Inexistentes       | Inexistentes       | 21    | 3     |
| Atlético Huila · Colombia   | Total               | Total               | 12   | 2     | 9             | 1             | 0                  | 0                  | 21    | 3     |
| Kelantan FA Malasia         | 1.ª                 | 2015                | 16   | 5     | 10            | 2             | Inexistentes       | Inexistentes       | 26    | 7     |
| Kelantan FA Malasia         | Total               | Total               | 16   | 5     | 10            | 2             | 0                  | 0                  | 26    | 7     |
| Real Cartagena · Colombia   | 2.ª                 | 2016                | 29   | 7     | 4             | 2             | Inexistentes       | Inexistentes       | 33    | 9     |
| Real Cartagena · Colombia   | Total               | Total               | 29   | 7     | 4             | 2             | 0                  | 0                  | 33    | 9     |
| Cúcuta Deportivo · Colombia | 2.ª                 | 2017                | 36   | 19    | 2             | 1             | Inexistentes       | Inexistentes       | 38    | 20    |
| Cúcuta Deportivo · Colombia | Total               | Total               | 36   | 19    | 2             | 1             | 0                  | 0                  | 38    | 20    |
| LDU Loja · Ecuador          | 2.ª                 | 2019                | 3    | 2     | Inexistentes  | Inexistentes  | Inexistentes       | Inexistentes       | 3     | 2     |
| LDU Loja · Ecuador          | Total               | Total               | 3    | 2     | 0             | 0             | 0                  | 0                  | 3     | 2     |
| Total en su carrera         | Total en su carrera | Total en su carrera | 383  | 151   | 34            | 10            | 0                  | 0                  | 417   | 161   |

### Resumen estadístico
Actualizado 1 de febrero de 2020.
| Competición                  | Partidos | Goles | Promedio |
| ---------------------------- | -------- | ----- | -------- |
| Primera División de Colombia | 78       | 13    | 0,15     |
| Primera División de Perú     | 10       | 3     | 0,30     |
| Primera División de Malasia  | 16       | 14    | 1,14     |
| Segunda División de Ecuador  | 3        | 2     | 0,66     |
| Segunda de Colombia          | 276      | 128   | 0,46     |
| Copa Colombia                | 24       | 8     | 0,33     |
| Copa de Malasia              | 10       | 2     | 0,20     |
| Total                        | 417      | 161   | 0,40     |

## Palmarés

### Distinciones individuales
| Distinción                                                       | Año                       |
| ---------------------------------------------------------------- | ------------------------- |
| Gol anotado desde una distancia más lejana en el FPC (82 metros) | Récord Vigente desde 2005 |
| Goleador del año Primera B                                       | 2008                      |
| Goleador del año Primera B                                       | 2009                      |
| Goleador Histórico del Patriotas Boyacá (35 goles)               | Récord Vigente desde 2009 |
| Goleador del Torneo Finalización de la Primera B (14 goles)      | 2009                      |
| Goleador del Torneo Finalización de la Primera B (19 goles)      | 2014                      |
| Goleador del año Primera B                                       | 2014                      |
| Goleador del Torneo Apertura de la Primera B (10 goles)          | 2017                      |
| Goleador del año Primera B                                       | 2017                      |